# Titans du Tennessee
Stade
Maillots
Champion AFL 1960 - 1961
Les Titans du Tennessee (en anglais : Tennessee Titans) sont une franchise de la National Football League (NFL), basée à Nashville dans le Tennessee.
La franchise, fondée en 1960, a participé à un seul Super Bowl, soit le Super Bowl XXXIV, joué en janvier 2000 contre les Rams de Saint-Louis, et perdu 16 à 23.

## Historique
La franchise, fondée par Bud Adams sous le nom des Oilers de Houston, fait partie des membres originaux de l'American Football League (AFL) depuis la saison 1960. Elle gagne les deux premiers championnats AFL avant de rejoindre la NFL à la fusion des deux entités (NFL et AFL) en 1970. Les Oilers se qualifient pour la série éliminatoire lors des saisons 1978, 1979 et 1980 avec le Hall of Famer Earl Campbell. Ils y accèdent ensuite entre 1987 et 1993 avec un autre Hall of Famer, Warren Moon.
Le 3 janvier 1993, les Oilers rencontrent les Bills de Buffalo lors du tour de wild card 1992. Ce match va passer à la postérité et est connu sous le nom de The Comeback (ou encore The Choke ou 35-3). Bien que menant le match 35 à 3, les Oilers vont se faire remonter au score et finalement perdre le match au cours de la prolongation sur le score de 38 à 41. Les Bills réussissent ainsi la plus grande remontée de l'histoire de la NFL,.
La franchise déménage après la saison 1996 à Nashville dans l'État du Tennessee, mais joue la saison 1997 à Memphis, en attendant la fin de la construction d'un stade à Nashville, où elle s'installera l'année suivante. Elle est dès lors renommée les Oilers du Tennessee pendant les saisons 1997 et 98 avant d'être définitivement rebaptisée les Titans du Tennessee (Tennessee Titans) dès la saison 1999.
Emmenés par leurs vedettes Steve McNair et Eddie George, les Titans se qualifient pour les éliminatoires entre 1999 et 2003 (à l'exception de la saison 2001) et participent à leur seul Super Bowl. Ils s'inclinent 16 à 23 lors du Super Bowl XXXIV joué en janvier 2000 contre les Rams de Saint-Louis. Les Titans ne se qualifient ensuite pour les éliminatoires qu'à deux reprises lors des treize saisons suivantes.
Depuis 2016, les Titans ont terminé six saisons consécutives avec un bilan positif, se qualifiant à quatre reprises pour les éliminatoires. C'est leur plus longue série "positive" depuis la période des Oilers.

## Palmarès
- Champion AFL (avant la fusion AFL-NFL en 1970) (2) : 1960 - 1961
- Vainqueur du Super Bowl (0) : -
- Apparition au Super Bowl (1) : Super Bowl XXXIV (saison 1999)
- Champion de conférence AFC (1) : 1999
- Champion de division (11) :
  - AFL Est (4) : 1960 - 1961 - 1962 - 1967
  - AFC Central (3) : 1991 - 1993 - 2000
  - AFC Sud (4) : 2002 - 2008 - 2020 - 2021

### Couleurs et maillots

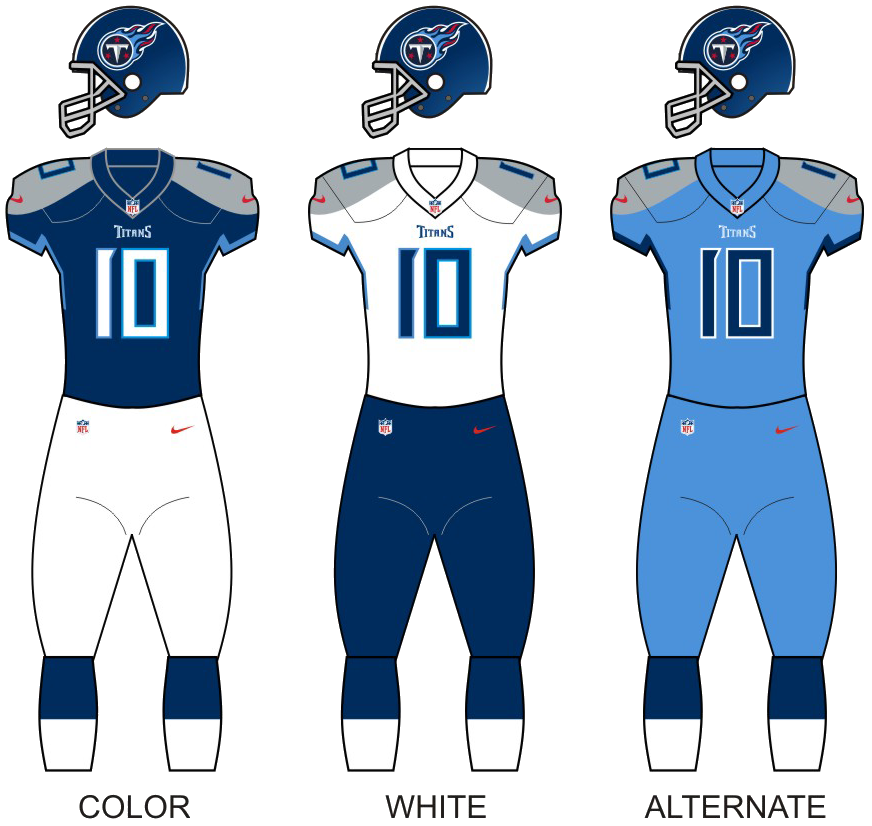
Uniformes

## Identité visuelle

### Logo

Évolution du logo des Oilers de Houston
1960
1961 à 1968
1969 à 1971
1972 à 1979
1980 à 1996

Évolution du logo des Oilers du Tennessee
1997 à 1998

Évolution du logo des Titans du Tennessee
Depuis 1999

## Bilan saison par saison
| Saison             | Vic. | Déf. | Nuls | Classement                                                                  | Éliminatoires |
| ------------------ | ---- | ---- | ---- | --------------------------------------------------------------------------- | --- |
| Houston Oilers     |      |      |      |                                                                             | |
| 1960               | 10   | 4    | 0    | 1er AFL East                                                                | Victoire en finale AFL (Chargers de Los Angeles) 24-16 |
| 1961               | 10   | 3    | 1    | 1er AFL East                                                                | Victoire en finale AFL (Chargers de San Diego) 10-3 |
| 1962               | 11   | 3    | 0    | 1er AFL East                                                                | Défaite en finale AFL (Texans de Dallas) 17-20 (ET) |
| 1963               | 6    | 8    | 0    | 3e AFL East                                                                 | -- |
| 1964               | 4    | 10   | 0    | 4e AFL East                                                                 | -- |
| 1965               | 4    | 10   | 0    | 4e AFL East                                                                 | -- |
| 1966               | 3    | 11   | 0    | 4e AFL East                                                                 | -- |
| 1967               | 9    | 4    | 1    | 1er AFL East                                                                | Défaite en finale AFL (Raiders d'Oakland) 7-40 |
| 1968               | 7    | 7    | 0    | 2e AFL East                                                                 | -- |
| 1969               | 6    | 6    | 2    | 2e AFL East                                                                 | Défaite en tour de Division (Raiders d'Oakland) 7-56 |
| Incorporé à la NFL |      |      |      |                                                                             | |
| 1970               | 3    | 10   | 1    | 4e AFC Central                                                              | -- |
| 1971               | 4    | 9    | 1    | 3e AFC Central                                                              | -- |
| 1972               | 1    | 13   | 0    | 4e AFC Central                                                              | -- |
| 1973               | 1    | 13   | 0    | 4e AFC Central                                                              | -- |
| 1974               | 7    | 7    | 0    | 3e AFC Central                                                              | -- |
| 1975               | 10   | 4    | 0    | 3e AFC Central                                                              | -- |
| 1976               | 5    | 9    | 0    | 4e AFC Central                                                              | -- |
| 1977               | 8    | 6    | 0    | 2e AFC Central                                                              | -- |
| 1978               | 10   | 6    | 0    | 2e AFC Central                                                              | Défaite en finale de conférence AFC (Steelers de Pittsburgh) 5-34 |
| 1979               | 11   | 5    | 0    | 2e AFC Central                                                              | Défaite en finale de conférence AFC (Steelers de Pittsburgh) 13-27 |
| 1980               | 11   | 5    | 0    | 2e AFC Central                                                              | Défaite en tour de Wild card (Raiders d'Oakland) 7-27 |
| 1981               | 7    | 9    | 0    | 3e AFC Central                                                              | -- |
| 1982               | 1    | 8    | 0    | 13e AFC Conference                                                          | -- |
| 1983               | 2    | 14   | 0    | 4e AFC Central                                                              | -- |
| 1984               | 3    | 13   | 0    | 4e AFC Central                                                              | -- |
| 1985               | 5    | 11   | 0    | 4e AFC Central                                                              | -- |
| 1986               | 5    | 11   | 0    | 4e AFC Central                                                              | -- |
| 1987               | 9    | 6    | 0    | 2e AFC Central                                                              | Défaite en tour de Division (Broncos de Denver) 10-34 |
| 1988               | 10   | 6    | 0    | 3e AFC Central                                                              | Défaite en tour de Division (Bills de Buffalo) 10-17 |
| 1989               | 9    | 7    | 0    | 2e AFC Central                                                              | Défaite en tour de Wild card (Steelers de Pittsburgh) 23-26 (ET) |
| 1990               | 9    | 7    | 0    | 2e AFC Central                                                              | Défaite en tour de Wild card (Bengals de Cincinnati) 14-41 |
| 1991               | 11   | 5    | 0    | 1er AFC Central                                                             | Défaite en tour de Division (Broncos de Denver) 24-26 |
| 1992               | 10   | 6    | 0    | 2e AFC Central                                                              | Défaite en tour de Wild card (Bills de Buffalo) 38-41 (ET) |
| 1993               | 12   | 4    | 0    | 1re AFC Central                                                             | Défaite en tour de Division (Chiefs de Kansas City) 20-28 |
| 1994               | 2    | 14   | 0    | 4e AFC Central                                                              | -- |
| 1995               | 7    | 9    | 0    | 3e AFC Central                                                              | -- |
| 1996               | 8    | 8    | 0    | 4e AFC Central                                                              | -- |
| Tennessee Oilers   |      |      |      |                                                                             | |
| 1997               | 8    | 8    | 0    | 3e AFC Central                                                              | -- |
| 1998               | 8    | 8    | 0    | 2e AFC Central                                                              | -- |
| Tennessee Titans   |      |      |      |                                                                             | |
| 1999               | 13   | 3    | 0    | 2e AFC Central                                                              | Défaite au Super Bowl XXXIV (Rams de Saint-Louis) 16-23 |
| 2000               | 13   | 3    | 0    | 1er AFC Central                                                             | Défaite en tour de Division (Ravens de Baltimore) 10-24 |
| 2001               | 7    | 9    | 0    | 4e AFC Central                                                              | -- |
| 2002               | 11   | 5    | 0    | 1er AFC South                                                               | Défaite en finale de conférence AFC (Raiders d'Oakland) 24-41 |
| 2003               | 12   | 4    | 0    | 2e AFC South                                                                | Défaite en tour de Division (Patriots de la Nouvelle-Angleterre) 14-17 |
| 2004               | 5    | 11   | 0    | 4e AFC South                                                                | -- |
| 2005               | 4    | 12   | 0    | 3e AFC South                                                                | -- |
| 2006               | 8    | 8    | 0    | 2e AFC South                                                                | -- |
| 2007               | 10   | 6    | 0    | 3e AFC South                                                                | Défaite en tour de Wild card (Chargers de San Diego) 6-17 |
| 2008               | 13   | 3    | 0    | 1er AFC South                                                               | Défaite en tour de Division (Ravens de Baltimore) 10-13 |
| 2009               | 8    | 8    | 0    | 3e AFC South                                                                | -- |
| 2010               | 6    | 10   | 0    | 4e AFC South                                                                | -- |
| 2011               | 8    | 8    | 0    | 2e AFC South                                                                | -- |
| 2012               | 6    | 10   | 0    | 3e AFC South                                                                | -- |
| 2013               | 7    | 9    | 0    | 2e AFC South                                                                | -- |
| 2014               | 2    | 14   | 0    | 4e AFC South                                                                | -- |
| 2015               | 3    | 13   | 0    | 4e AFC South                                                                | -- |
| 2016               | 9    | 7    | 0    | 2e AFC South                                                                | -- |
| 2017               | 9    | 7    | 0    | 2e AFC South                                                                | Défaite en tour de Division (Patriots de la Nouvelle-Angleterre) 14-35 |
| 2018               | 9    | 7    | 0    | 3e AFC South                                                                | -- |
| 2019               | 9    | 7    | 0    | 2e AFC South                                                                | Victoire en tour de Wild card (@ Patriots de la Nouvelle Angleterre) 20-13 Victoire en tour de Division (@ Ravens de Baltimore) 28-12 Défaite en finale de conférence AFC (@ Chiefs de Kansas City) 24-35 |
| 2020               | 11   | 5    | 0    | 1er AFC South                                                               | Défaite en tour de Wild card (Ravens de Baltimore) 13-20 |
| 2021               | 12   | 5    | 0    | 1er AFC South                                                               | Défaite en tour de Division (Bengals de Cincinnati) 16-19 |
| 2022               | 7    | 10   | 0    | 2e AFC South                                                                | -- |
| 2023               | 6    | 11   | 0    | 4e AFC South                                                                | -- |
| 2024               | 3    | 14   | 0    | 4e AFC South                                                                | -- |
| Totaux             | 479  | 515  | 6    | Saison régulière (11 titres de division, 1 titre de conférence)             | Saison régulière (11 titres de division, 1 titre de conférence) |
| Totaux             | 17   | 23   | -    | Éliminatoires                                                               | Éliminatoires |
| Totaux             | 496  | 538  | 6    | Saison régulière + éliminatoires (2 titres en AFL avant 1966, 0 Super Bowl) | Saison régulière + éliminatoires (2 titres en AFL avant 1966, 0 Super Bowl) |